# 美国立法交流委员会
美国立法交流委员会( American Legislative Exchange Council，ALEC) 是一个由美國保守主義州立法者和私营部门代表组成的非营利组织，他们會起草法律草稿，並將其分發給美国各州政府閱覽。  
美国立法交流委员会已經就减少个人和公司的税收、打击非法移民、放松环境監管、削弱工会和反对槍枝管制制定一些法律草稿。   其中一些草稿法案進入了亚利桑那州、威斯康星州、科罗拉多州、密歇根州、新罕布什尔州和缅因州等州的立法议程。每年大约有200份該組織制定的草稿法案成为法律。